# 키질이르마크강

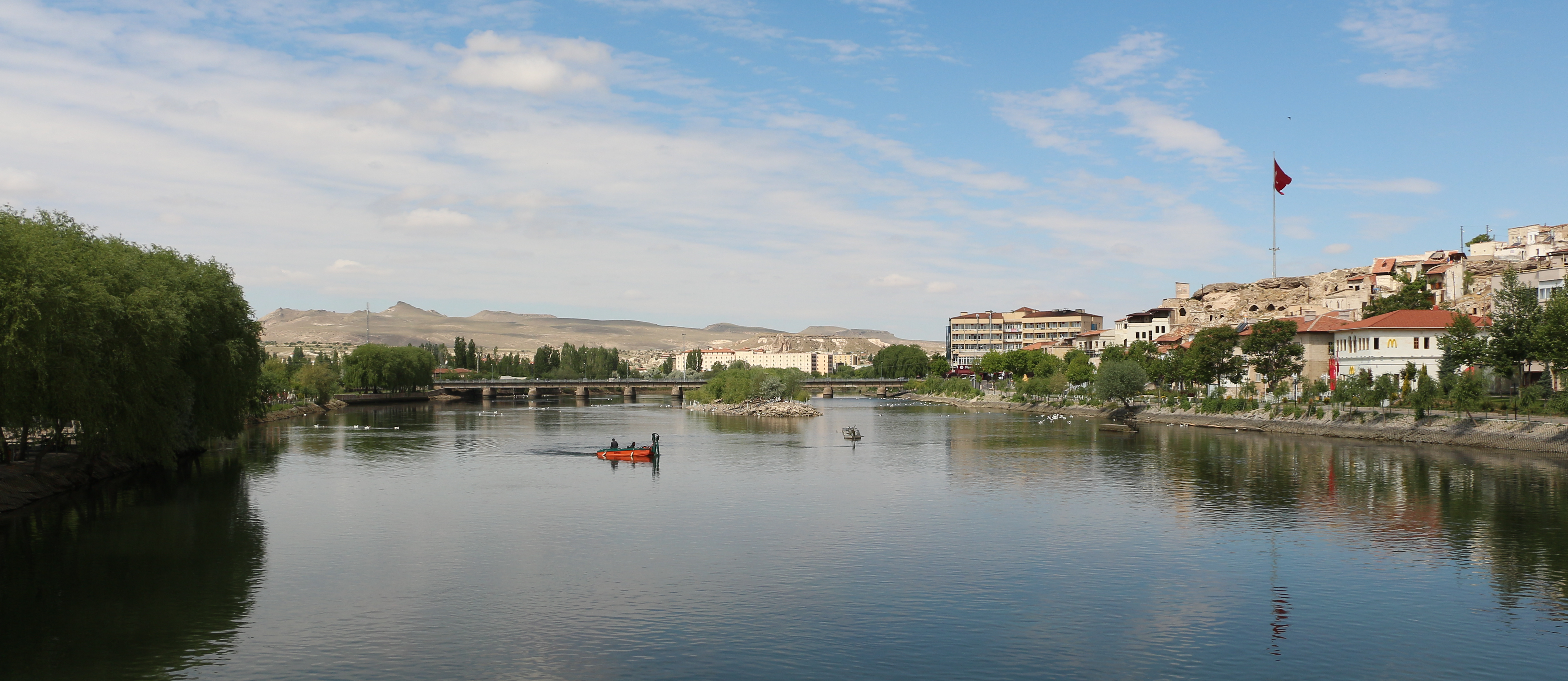
아바노스의 키질이르마크강.

키질이르마크강의 지도.

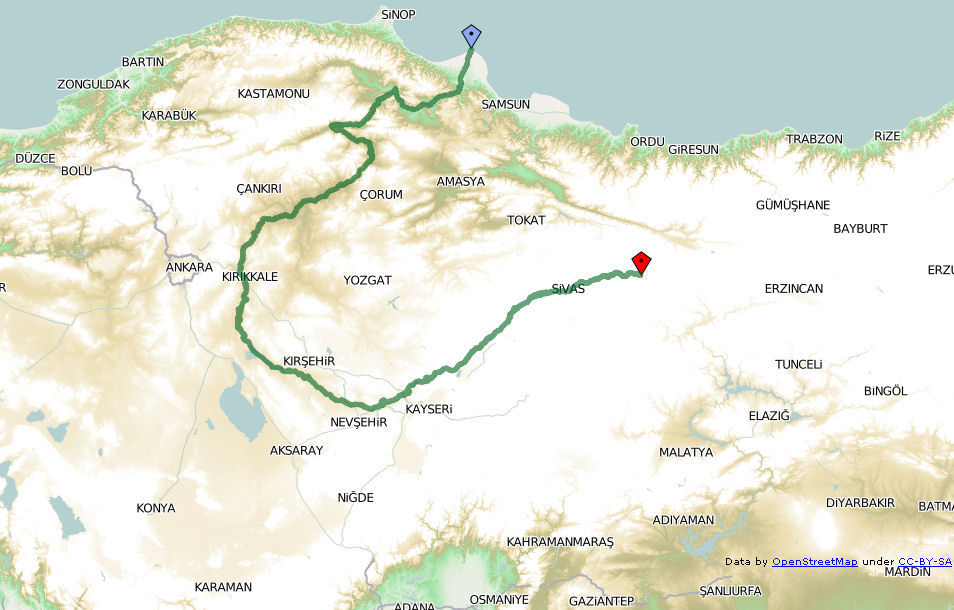
키질이르마크강의 지질학적 위치.

키질이르마크강(튀르키예어: Kızılırmak←붉은 강) 또는 할뤼스강(고대 그리스어: Ἅλυς)은 튀르키예에서 가장 큰 강이다. 수력 발전의 원천이며 탐험에 쓰이지는 않는다.
1998년 4월 15일 "Kizilirmak Delta" 명칭으로 람사르 습지에 지정되었다.

## 지질학
키질이르마크강은 총 1,355 킬로미터(842 마일)에 이르며 동아나톨리아 지역 북위 39° 48′ 동경 38° 18′ / 북위 39.8°  동경 38.3° 에서 발생한다. 이 강에 위치한 댐으로는 Boyabat, Altınkaya, Derbent를 포함한다.

## 역사
히타이트는 이 강을 마라사티야(Maraššantiya)로 불렀다. 이 강은 히타이트 제국의 중심지인 히타이트의 서부 경계를 형성했다.

## 농업
강물은 쌀을 경작하는데 사용되며, 일부 지역에서 물소류가 이에 의존한다.

## 문화
《하늘은 붉은 강가》라는 일본 만화이 이 강의 이름을 따서 지어졌으며, 히타이트 시대 기간 동안 키질이르마크강 유역을 무대로 하고 있다.